# Mistrzostwa Europy U-16 w Piłce Nożnej 1999
Mistrzostwa Europy U-16 w piłce nożnej 1999 odbyły się w dniach 24 kwietnia - 7 maja 1999 w Czechach.
Trzy najlepsze drużyny turnieju wywalczyły awans do Mistrzostw Świata U-17, które odbyły się w Nowej Zelandii
w 1999 roku.

## Miasta i stadiony
Turniej rozegrany został w 17 miejscowościach na terenie Moraw.
| Miasto           | Stadion                    | Mapa |
| ---------------- | -------------------------- | --- |
| Blansko          | ?                          | BlanskoTřebíčVranoviceIgławaDrnoviceStaré MěstoSlušoviceZlinKunoviceMoravská TřebováUničovProściejówOłomuniecŠardiceLanžhotKyjovRatíškovice |
| Třebíč           | ?                          | BlanskoTřebíčVranoviceIgławaDrnoviceStaré MěstoSlušoviceZlinKunoviceMoravská TřebováUničovProściejówOłomuniecŠardiceLanžhotKyjovRatíškovice |
| Vranovice        | Stadion Martina Záblackého | BlanskoTřebíčVranoviceIgławaDrnoviceStaré MěstoSlušoviceZlinKunoviceMoravská TřebováUničovProściejówOłomuniecŠardiceLanžhotKyjovRatíškovice |
| Igława           | Stadion v Jiráskově ulici  | BlanskoTřebíčVranoviceIgławaDrnoviceStaré MěstoSlušoviceZlinKunoviceMoravská TřebováUničovProściejówOłomuniecŠardiceLanžhotKyjovRatíškovice |
| Drnovice         | Sportovní areál Drnovice   | BlanskoTřebíčVranoviceIgławaDrnoviceStaré MěstoSlušoviceZlinKunoviceMoravská TřebováUničovProściejówOłomuniecŠardiceLanžhotKyjovRatíškovice |
| Staré Město      | Stadion Širůch             | BlanskoTřebíčVranoviceIgławaDrnoviceStaré MěstoSlušoviceZlinKunoviceMoravská TřebováUničovProściejówOłomuniecŠardiceLanžhotKyjovRatíškovice |
| Slušovice        | Městský stadion Slušovice  | BlanskoTřebíčVranoviceIgławaDrnoviceStaré MěstoSlušoviceZlinKunoviceMoravská TřebováUničovProściejówOłomuniecŠardiceLanžhotKyjovRatíškovice |
| Zlin             | Stadion Letná              | BlanskoTřebíčVranoviceIgławaDrnoviceStaré MěstoSlušoviceZlinKunoviceMoravská TřebováUničovProściejówOłomuniecŠardiceLanžhotKyjovRatíškovice |
| Kunovice         | Stadion Na Bělince         | BlanskoTřebíčVranoviceIgławaDrnoviceStaré MěstoSlušoviceZlinKunoviceMoravská TřebováUničovProściejówOłomuniecŠardiceLanžhotKyjovRatíškovice |
| Moravská Třebová | Fotbalový areál SKP Slovan | BlanskoTřebíčVranoviceIgławaDrnoviceStaré MěstoSlušoviceZlinKunoviceMoravská TřebováUničovProściejówOłomuniecŠardiceLanžhotKyjovRatíškovice |
| Uničov           | Stadion SK Uničov          | BlanskoTřebíčVranoviceIgławaDrnoviceStaré MěstoSlušoviceZlinKunoviceMoravská TřebováUničovProściejówOłomuniecŠardiceLanžhotKyjovRatíškovice |
| Prościejów       | Stadion ve Sportovní ulici | BlanskoTřebíčVranoviceIgławaDrnoviceStaré MěstoSlušoviceZlinKunoviceMoravská TřebováUničovProściejówOłomuniecŠardiceLanžhotKyjovRatíškovice |
| Ołomuniec        | Andrův stadion             | BlanskoTřebíčVranoviceIgławaDrnoviceStaré MěstoSlušoviceZlinKunoviceMoravská TřebováUničovProściejówOłomuniecŠardiceLanžhotKyjovRatíškovice |
| Šardice          | Fotbalový areál Šardice    | BlanskoTřebíčVranoviceIgławaDrnoviceStaré MěstoSlušoviceZlinKunoviceMoravská TřebováUničovProściejówOłomuniecŠardiceLanžhotKyjovRatíškovice |
| Lanžhot          | Stadion Na Šlajsi          | BlanskoTřebíčVranoviceIgławaDrnoviceStaré MěstoSlušoviceZlinKunoviceMoravská TřebováUničovProściejówOłomuniecŠardiceLanžhotKyjovRatíškovice |
| Kyjov            | Městský stadion Kyjov      | BlanskoTřebíčVranoviceIgławaDrnoviceStaré MěstoSlušoviceZlinKunoviceMoravská TřebováUničovProściejówOłomuniecŠardiceLanžhotKyjovRatíškovice |
| Ratíškovice      | Stadion U Cihelny          | BlanskoTřebíčVranoviceIgławaDrnoviceStaré MěstoSlušoviceZlinKunoviceMoravská TřebováUničovProściejówOłomuniecŠardiceLanžhotKyjovRatíškovice |

## Grupa A
| Zespół     | Pkt | M | W | R | P | Br+ | Br- | +/- |
| ---------- | --- | - | - | - | - | --- | --- | --- |
| Portugalia | 7   | 3 | 2 | 1 | 0 | 7   | 5   | +2  |
| Izrael     | 6   | 3 | 2 | 0 | 1 | 7   | 5   | +2  |
| Szwajcaria | 4   | 3 | 1 | 1 | 1 | 7   | 6   | +1  |
| Finlandia  | 0   | 3 | 0 | 0 | 3 | 5   | 10  | -5  |

| 24 kwietnia 1999 | Izrael | 3:2 | Finlandia | Blansko |
|                  |        |     |           |         |

| 24 kwietnia 1999 | Portugalia | 2:2 | Szwajcaria | Vranovice |
|                  |            |     |            |           |

| 26 kwietnia 1999 | Izrael | 1:2 | Portugalia | Třebíč |
|                  |        |     |            |        |

| 26 kwietnia 1999 | Finlandia | 1:4 | Szwajcaria | Jihlava |
|                  |           |     |            |         |

| 28 kwietnia 1999 | Szwajcaria | 1:3 | Izrael | Drnovice |
|                  |            |     |        |          |

| 28 kwietnia 1999 | Finlandia | 2:3 | Portugalia | Blansko |
|                  |           |     |            |         |

## Grupa B
| Zespół   | Pkt | M | W | R | P | Br+ | Br- | +/- |
| -------- | --- | - | - | - | - | --- | --- | --- |
| Anglia   | 7   | 3 | 2 | 1 | 0 | 6   | 3   | +3  |
| Słowacja | 6   | 3 | 2 | 0 | 1 | 5   | 4   | +1  |
| Szwecja  | 3   | 3 | 1 | 0 | 2 | 3   | 5   | -2  |
| Węgry    | 1   | 3 | 0 | 1 | 2 | 3   | 5   | -2  |

| 25 kwietnia 1999 | Węgry | 1:1 | Anglia | Staré Mêsto |
|                  |       |     |        |             |

| 25 kwietnia 1999 | Słowacja | 2:0 | Szwecja | Slušovice |
|                  |          |     |         |           |

| 27 kwietnia 1999 | Węgry | 1:2 | Słowacja | Zlin |
|                  |       |     |          |      |

| 27 kwietnia 1999 | Anglia | 2:1 | Szwecja | Kunovice |
|                  |        |     |         |          |

| 29 kwietnia 1999 | Szwecja | 2:1 | Węgry | Kunovice |
|                  |         |     |       |          |

| 29 kwietnia 1999 | Anglia | 3:1 | Słowacja | Staré Mêsto |
|                  |        |     |          |             |

## Grupa C
| Zespół    | Pkt | M | W | R | P | Br+ | Br- | +/- |
| --------- | --- | - | - | - | - | --- | --- | --- |
| Hiszpania | 9   | 3 | 3 | 0 | 0 | 6   | 0   | +6  |
| Polska    | 4   | 3 | 1 | 1 | 1 | 3   | 5   | -2  |
| Rosja     | 3   | 3 | 1 | 0 | 2 | 2   | 3   | -1  |
| Chorwacja | 1   | 3 | 0 | 1 | 2 | 1   | 4   | -3  |

| 24 kwietnia 1999 | Hiszpania | 2:0 | Chorwacja | Moravská Třebová Sędzia: Massimo Busacca |
|                  |           |     |           |                                          |

| 24 kwietnia 1999 | Rosja | 1:2 | Polska | Uničov |
|                  |       |     |        |        |

| 26 kwietnia 1999 | Chorwacja | 1:1 | Polska | Prościejów |
|                  |           |     |        |            |

| 26 kwietnia 1999 | Hiszpania | 1:0 | Rosja | Uničov Sędzia: Georgios Kasnaferes |
|                  |           |     |       |                                    |

| 28 kwietnia 1999 | Polska | 0:3 | Hiszpania | Ołomuniec Sędzia: Karel Vidlak |
|                  |        |     |           |                                |

| 28 kwietnia 1999 | Chorwacja | 0:1 | Rosja | Moravská Třebová |
|                  |           |     |       |                  |

## Grupa D
| Zespół | Pkt | M | W | R | P | Br+ | Br- | +/- |
| ------ | --- | - | - | - | - | --- | --- | --- |
| Czechy | 6   | 3 | 2 | 0 | 1 | 3   | 1   | +2  |
| Niemcy | 6   | 3 | 2 | 0 | 1 | 3   | 2   | +1  |
| Dania  | 3   | 3 | 1 | 0 | 2 | 2   | 2   | 0   |
| Grecja | 3   | 3 | 1 | 0 | 2 | 1   | 4   | -3  |

| 25 kwietnia 1999 | Dania | 0:1 | Grecja | Šardice |
|                  |       |     |        |         |

| 25 kwietnia 1999 | Czechy | 0:1 | Niemcy | Lanžhot |
|                  |        |     |        |         |

| 27 kwietnia 1999 | Niemcy | 2:0 | Grecja | Kyjov |
|                  |        |     |        |       |

| 27 kwietnia 1999 | Czechy | 1:0 | Dania | Ratíškovice |
|                  |        |     |       |             |

| 29 kwietnia 1999 | Grecja | 0:2 | Czechy | Kyjov |
|                  |        |     |        |       |

| 29 kwietnia 1999 | Niemcy | 0:2 | Dania | Lanžhot |
|                  |        |     |       |         |

## Ćwierćfinał
| 1 maja 1999 | Portugalia | 1:2 | Polska | Jihlava |
|             |            |     |        |         |

| 1 maja 1999 | Hiszpania | 5:1 | Izrael | Prościejów Sędzia: Darius Mizelis |
|             |           |     |        |                                   |

| 2 maja 1999 | Anglia | 0:1 | Czechy | Zlin |
|             |        |     |        |      |

| 2 maja 1999 | Niemcy | 6:0 | Słowacja | Ratíškovice |
|             |        |     |          |             |

## Półfinał
| 4 maja 1999 | Polska | 3:2 | Czechy | Kyjov |
|             |        |     |        |       |

| 4 maja 1999 | Hiszpania | 4:0 | Niemcy | Drnovice Sędzia: David Malcolm |
|             |           |     |        |                                |

## Mecz o trzecie miejsce
| 7 maja 1999 | Czechy · Jun 64' | 1:2(0:0) | Niemcy · Löring 58' · Wersching 80' | Prościejów |
|             |                  |          |                                     |            |

## Finał
| 7 maja 1999 | Polska · Grzelak 28' | 1:4(1:1) | Hiszpania · Garcia 21' · Alvarez 60' · Sanchez 69' · Garcia-Navas 81' | Ołomuniec Sędzia: Éric Poulat |
|             |                      |          |                                                                       |                               |

## Awans doMistrzostw Świata U-17 w piłce nożnej 1999
- Hiszpania
- Polska
- Niemcy

## Źródła
- European U-16 Championship 1999
- Arteta, Reina a Čech na moravských hřištích. Takové bylo Euro před 16 lety
- Spain underline impressive status